# Bulbinella nutans
Espèce
Bulbinella nutans est une espèce de plantes à fleurs de la famille des Asphodelaceae. Elle est originaire de la province du Cap en Afrique du Sud.
Bulbinella nutans est une grande plante, atteignant près d'un mètre de haut. Elle ressemble beaucoup à Bulbine latifolia, mais son inflorescence est plus large et plus courte.
B. nutans est naturellement présent dans le sud du Cap, de Cape Town vers l'est jusqu'au Robertson Karoo, Caledon, et à l'est de Swellendam.

## Liste des sous-espèces
Selon GBIF (31 décembre 2024) :
- Bulbinella nutans subsp. nutans
- Bulbinella nutans subsp. turfosicola (P.L.Perry) P.L.Perry

## Systématique
Le nom correct complet (avec auteur) de ce taxon est Bulbinella nutans (Thunb.) T.Durand & Schinz.
L'espèce a été initialement classée dans le genre Anthericum sous le basionyme Anthericum nutans Thunb..
Bulbinella nutans a pour synonymes :
- Anthericum nutans Thunb.
- Bulbine nutans (Thunb.) Spreng.
- Ornithogalum parviflorum LicKunth

### Étymologie
Le nom générique Bulbinella est dérivé du grec «  bolbos » « oignon bulbe ». L'épithète nutans vient du latin nuto qui, en botanique, signifie « incliner, pencher » : la fleur est penchée.